# Thinobius flagellatus
Thinobius flagellatus är en skalbaggsart som beskrevs av Lohse 1984. Thinobius flagellatus ingår i släktet Thinobius, och familjen kortvingar. Arten är reproducerande i Sverige.